# Chaotic (série télévisée d'animation)
Pour les articles homonymes, voir Chaotic.
Chaotic est une série télévisée d'animation américaine en 79 épisodes de 19 minutes créée par Martin Rauff et diffusée entre le 7 octobre 2006 et le 13 mars 2010 dans les blocs de programmation 4Kids TV et Jetix et sur Cartoon Network,.
Elle a été diffusée depuis le 7 mars 2009 sur Gulli. Au Québec, cette série était diffusée sur Télétoon.

## Synopsis
Chaotic débute avec Tom le héros principal de l'aventure qui, avec son meilleur ami Kalinkas surnommé Kaz, se téléporte couramment dans un endroit, Chaotic. Tom et ses amis, Kaz, Peyton l'imprévisble et Sara prennent part à des combats Chaotic. Ces combats consistent à entrer dans un dôme de combat et prendre l'apparence des créatures de Perim. Perim est un endroit où quatre clans distincts de créatures se font la guerre depuis la nuit des temps, si bien que personne ne sait plus pourquoi. Ces clans sont les surmondiens, les transmondiens, les Mipédians et les Danians. La guerre est si présente à Périm que les joueurs Chaotic entrent eux aussi dans ce duel. 
Puis après avoir pris l'apparence de la créature de son choix, les deux joueurs doivent s'affronter dans des lieux choisis, où ils peuvent lancer des sorts ainsi qu'utiliser des armes et des véhicules de combat pour venir à bout de leur adversaire. Lorsque l'adversaire est vaincu il disparait dans un éclat d'étincelles bleues et blanches et les deux joueurs retournent au dôme de combat. Le joueur qui revient au dôme après un combat avec l'apparence de sa créature gagne.
Ils peuvent se téléporter dans Perim pour scanner des créatures, des lieux et des armes afin de les utiliser en combat.

## Épisodes

### Première saison (2006-2008)
1. Bienvenue à Chaotic (1/2) (Welcome to Chaotic [1/2])
2. Bienvenue à Chaotic (2/2) (Welcome to Chaotic [2/2])
3. Imprévisible (Unexpected)
4. L'Éternelle rivalité (Over Under Rent Asunder)
5. La Course au scan (Crash Course)
6. Bodal le guerrier (The Thing About Bodal)
7. Des fourmis qui font mouche (Buggin Out)
8. Une dangereuse alliance (Everything is in Flux)
9. Sauvetage (1/2) (Castle Bodhran or Bust [1/2])
10. Sauvetage (1/2) (Castle Bodhran or Bust [2/2])
11. Le Seigneur de la tricherie (Lord of Treachery)
12. Les Filles contre les garçons (BattleDrome of the Sexes)
13. Leçon de combat (Battle Lessons)
14. La Naissance de Borth-Majar (The Birth of Borth-Majar)
15. La Fin du commencement (Shifting Sands ou Books and their Covers)
16. À la recherche de Maxxor (Fallen Hero ou The Quest for Maxxor)
17. L'Épreuve de la chasse au scan (Scavenger Scan)
18. Totale apocalypse (Allmageddon)
19. L'Envoûtement (A Fearsome Fate)
20. Le Labyrinthe de l'espoir (Maze of Menace)
21. Sueurs froides (Out in the Cold)
22. Les Princes Chaotic (ChaotiKings)
23. Une étoile est née (Stelgar Strikes)
24. Les Chroniques maitre du code(1/2) (The Codemaster Chronicles [1/2])
25. Les Chroniques maitre du code(2/2) (The Codemaster Chronicles [2/2])
26. Le Scan du siècle (The Ultimate Scan)
27. Une victoire facile (An Easy Win)
28. Un match amical (A Flux Too Far)
29. Le Chaos (Chaotic Crisis)
30. La Malédiction de Kor-bek (The Curse of Kor-bek)
31. Combattre le feu par le feu (Fire Fighters)
32. Du plus profond des abîmes (Chasm Quest)
33. L'Entrainement (Train Wreck)
34. Échanges de cartes (Trading Cards)
35. La Dualité du duel (1/2) (Dual, Duel [1/2])
36. La Dualité du duel (2/2) (Dual, Duel [2/2])
37. Comment devenir un bon Transmondien (Going Under)
38. Dure journée (Big Time)
39. L'Œil du maestrom (Eye of the Maelstrom)
40. Un match non amical (Between Friends ou Fighting Friendly [1/2])

### Deuxième saison :M'arrillian Invasion (2008-2009)
1. Titre français inconnu (A Rare Hazard ou Fighting Friendly [2/2])
2. Titre français inconnu (Dangers of Diplomacy)
3. Titre français inconnu (The Floundering Father)
4. Titre français inconnu (Colosseum Showdown)
5. Titre français inconnu (Rockwave and Roll)
6. Titre français inconnu (Chaor's Commandos [1/2])
7. Titre français inconnu (Chaor's Commandos [2/2])
8. Titre français inconnu (Mega Match)
9. Titre français inconnu (Time's Up)
10. Titre français inconnu (Gigantemtopolis)
11. Titre français inconnu (War Beasts)
12. Titre français inconnu (From the Deep [1/2])
13. Titre français inconnu (From the Deep [2/2])
14. Titre français inconnu (Tale of Two Toms)
15. Titre français inconnu (Blight Fight)
16. Titre français inconnu (Newbie)
17. Titre français inconnu (Putting the Muge in Mugic)
18. Titre français inconnu (Mister E)
19. Titre français inconnu (When a CodeMaster Calls)
20. Titre français inconnu (Earth to Kaz)
21. Titre français inconnu (Raznus Returns)
22. Titre français inconnu (Warriors of Eternity)
23. Titre français inconnu (UnderWorld Overthrown)
24. Titre français inconnu (Triple Threat)
25. Titre français inconnu (Last Stand [1/2])
26. Titre français inconnu (Last Stand [2/2])
27. Titre français inconnu (Legions of Aa'une)

### Troisième saison :Secrets of the Lost City (2009-2010)
1. Titre français inconnu (Perithon!)
2. Titre français inconnu (Worlds Apart)
3. Titre français inconnu (Kickin' Bot)
4. Titre français inconnu (Hotekk's Challenge [1/2])
5. Titre français inconnu (Hotekk's Challenge [2/2])
6. Titre français inconnu (Yesterday's Heroes)
7. Titre français inconnu (Loser's Circle)
8. Titre français inconnu (A Gigantic Mission)
9. Titre français inconnu (Threshold of Destruction)
10. Titre français inconnu (A Peytonic Adventure)
11. Titre français inconnu (Elementary)
12. Titre français inconnu (Son of the Spiritlands)

## Cartes
Il y a des cartes à jouer de Chaotic représentent les créatures, les lieux et les mugic.